# Forts des Halles

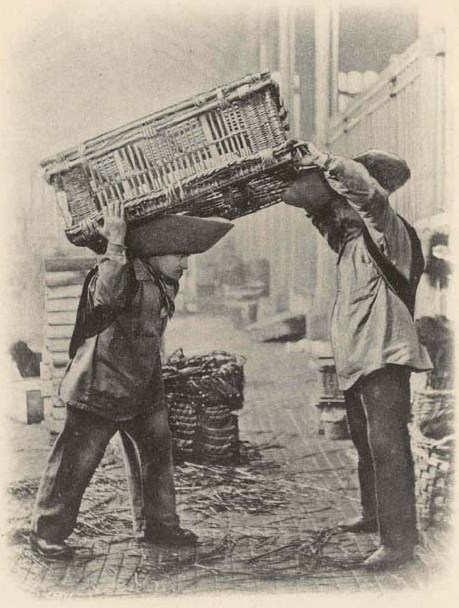
Forts des Halles vers 1900.

Les forts des Halles étaient des manutentionnaires qui transportaient les marchandises de l'extérieur vers l'intérieur des pavillons des anciennes Halles de Paris.
Portant une tenue de travail très caractéristique, les forts formaient une corporation très célèbre dans la capitale, créée sous le règne de Louis IX, et qui a aujourd'hui disparu.
Le mot « forts » désignant des employés devant porter de lourdes charges durant leur travail a aussi été utilisé ailleurs, par exemple il existait les « forts des abattoirs de Lille ».

## Description

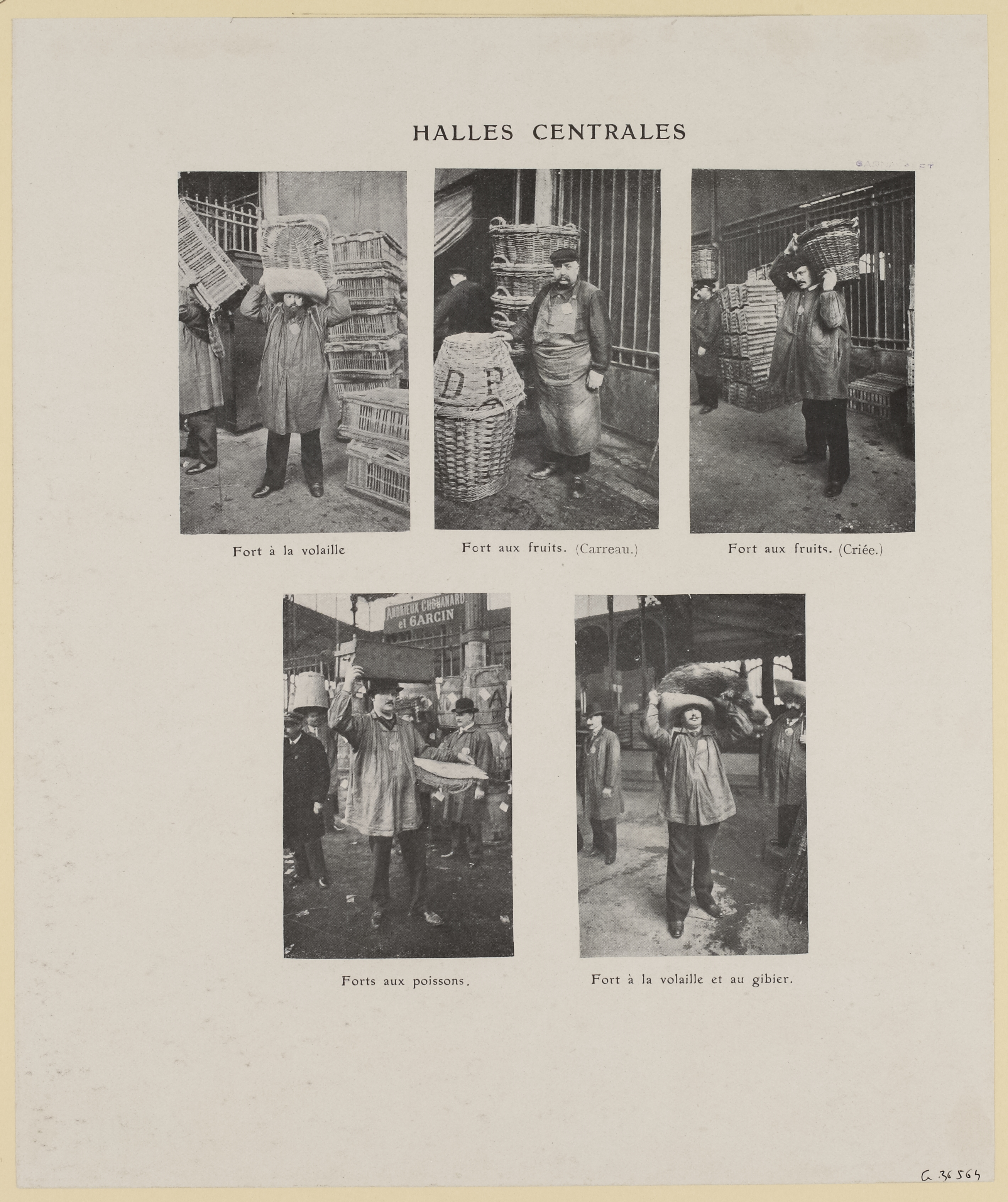
« Forts » dans plusieurs domaines.

Les forts, qui étaient peu nombreux, se reconnaissaient du premier coup au « coltin » : un vaste chapeau caractéristique en cuir jaune à très larges bords et muni d'une calotte de plomb à l'intérieur, qui leur permettait de supporter les lourdes charges « coltinées » sur la tête et qui la protégeait, ainsi que le cou et les épaules.
Comme signe distinctif entre eux, les forts portaient, au revers de leur blouse, une plaque rectangulaire — d'argent ou de cuivre — aux armes de Paris, signalant leur titre de « Fort » et gravée à leur nom de famille.
D'autres employés portaient des charges aux Halles : les portefaix ou porteurs, vêtus d'une blouse et coiffés d'une casquette. Ils étaient chargés des corvées sur le « carreau des Halles », espace autour des pavillons où se passait la vente en plein air.

## Le «marcel»
On prête aux forts la paternité de la création au milieu du XIXe siècle du débardeur : un célèbre maillot sans manches, plus tard baptisé familièrement en France « marcel », qui avait la double fonction de libérer les mouvements des bras et protéger les reins des courants d'air glacés.
Ce débardeur ne doit pas être confondu avec son homonyme, fameux costume féminin du Carnaval de Paris au XIXe siècle, qui a donné son nom à un personnage typique du Carnaval de Paris, immortalisé par Gavarni.

## Traditions

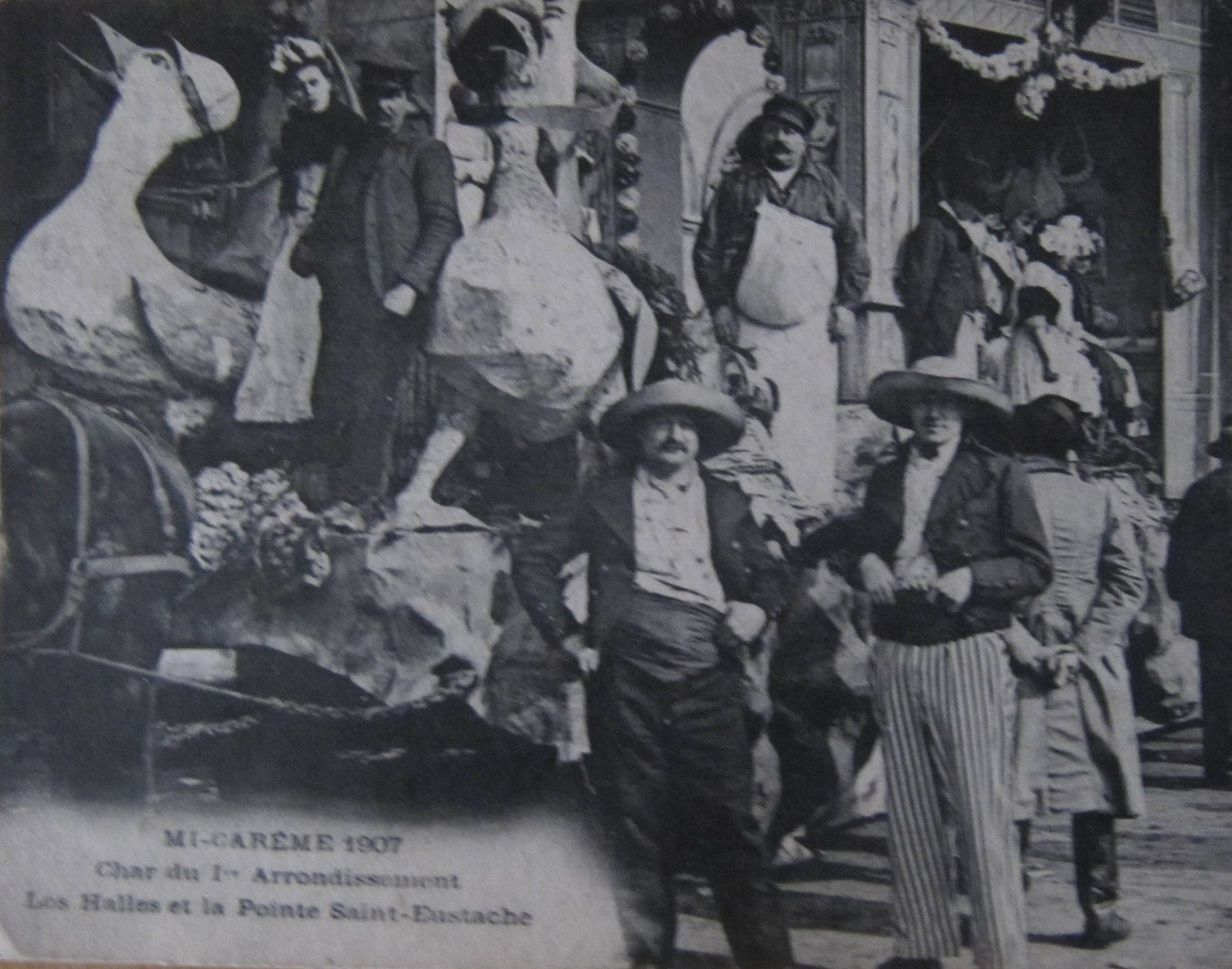
À la Mi-Carême au Carnaval de Paris 1907.

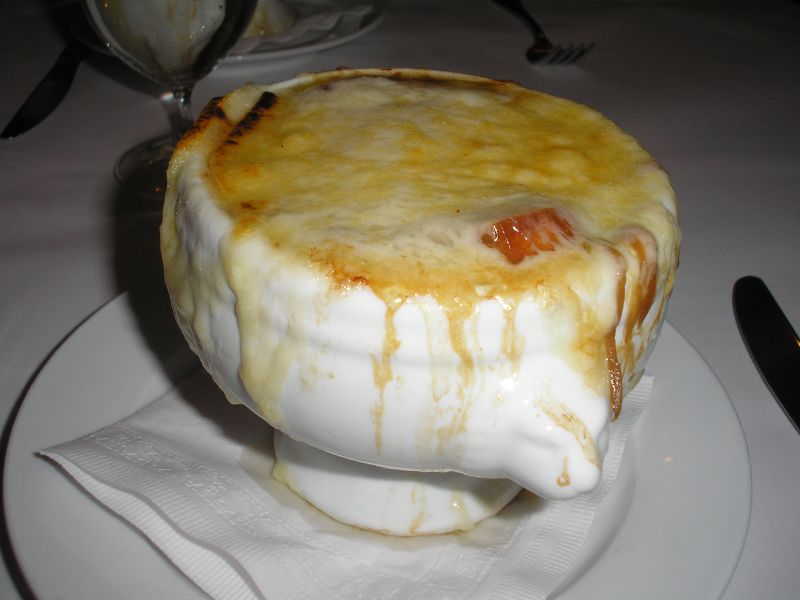
Gratinée des Halles.

Certains considéraient un peu les forts comme une sorte d'aristocratie des Halles. Une tradition parisienne voulait qu'ils portassent le muguet au président de la République au Palais de l'Élysée le matin de chaque premier mai,,
En 1907, ils participèrent au Carnaval de Paris. Chaque arrondissement avait son char. On en voit sur la photo du char du 1er arrondissement de Paris.
Ils furent, aux côtés des étudiants et des grands journaux parisiens, les initiateurs du grand cortège qui défila pour la Mi-Carême le jeudi 28 mars 1946. Ce défilé parti de la place du Panthéon se dispersa aux Halles après avoir effectué un très long parcours devant une foule nombreuse. Ce fut le dernier grand cortège du Carnaval de Paris sorti à ce jour.
La fanfare des Halles de Paris, fondée en 1913, qui exista durant plus de 80 ans, portait la tenue des forts des Halles, considérée comme emblématique des Halles de Paris.
Au premier étage de la mairie du 1er arrondissement, on peut voir un très grand tableau datant de 1900, figurant la soupe à l'oignon à cinq heures du matin aux Halles, où des forts sont représentés.
Les forts représentaient une population restreinte et très pittoresque du Paris d’autrefois. À la suite du transfert de l’activité des Halles vers le marché international de Rungis en mars 1969, leur corporation n’a pas survécu à l’adoption des nouvelles conditions de travail mises en place sur le nouveau site et a donc aujourd'hui disparu.
Lors des dernières années de leur existence, les forts assuraient la police et la surveillance des pavillons des Halles et étaient employés de la préfecture de police de Paris.

## Recrutement

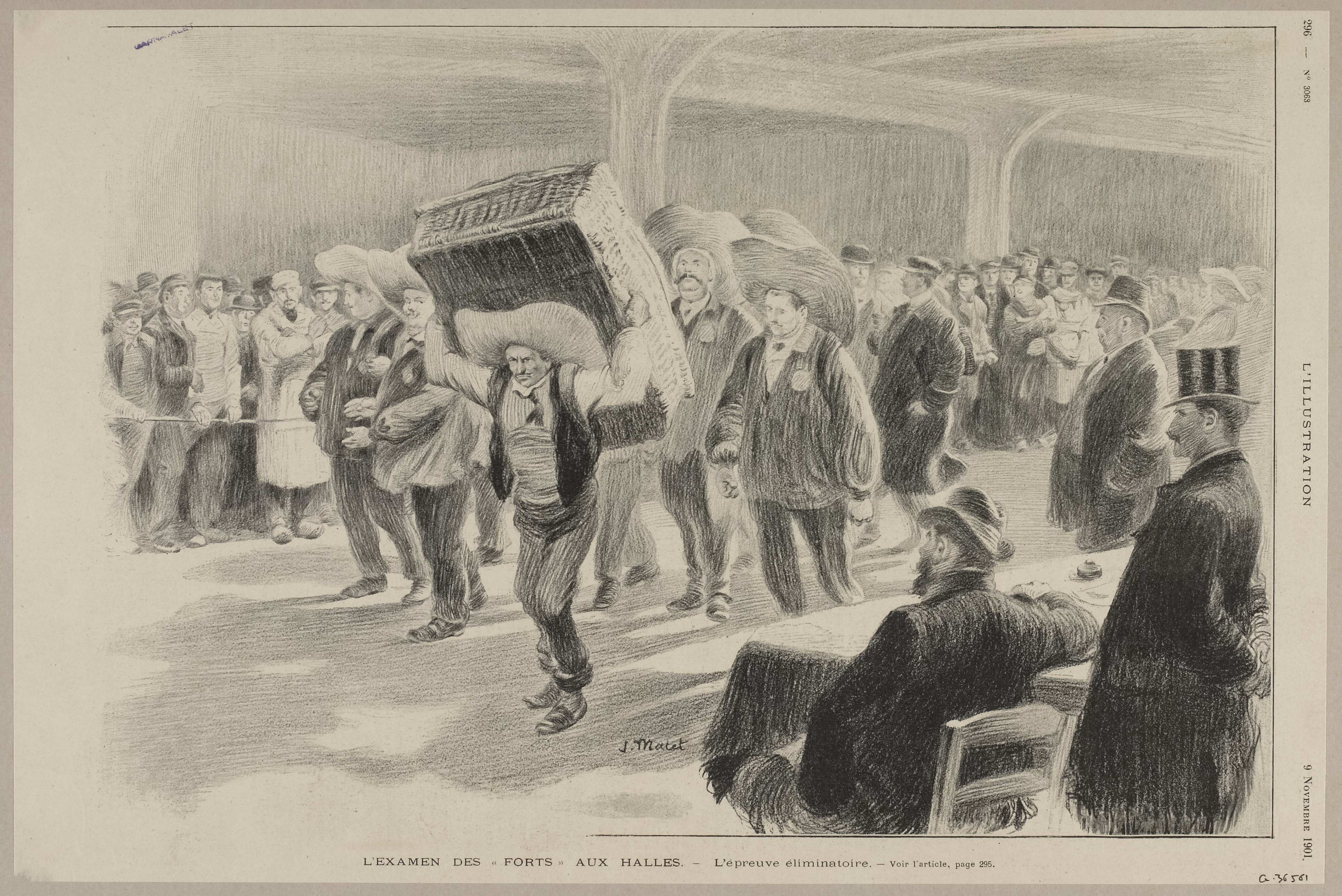
Examen des forts des Halles (en 1901).

La corporation était précisément règlementée.
À l'époque moderne, pour en faire partie, le candidat devait remplir ces conditions :
- très robuste physiquement, il lui fallait passer avec succès une fameuse épreuve consistant à porter sur une distance de 60 mètres une charge de 200 kg[6],[7],[8] composée de pavés des rues de Paris ;
- posséder un minimum de culture, sanctionné par un examen du niveau du certificat d'études ;
- mesurer une taille d'au moins 1,67 mètre ;
- être de nationalité française :
- être libéré des obligations militaires ;
- posséder un casier judiciaire vierge[réf. nécessaire].

## Sources
- Site Internet spécialisé sur le quartier des Halles et son histoire.
- Microfilms de journaux parisiens de mars 1946 à la B.P.I. Centre Georges Pompidou.
- Actualités Éclair de mars 1946 au Forum des Images de la Ville de Paris.
- Histoire du marcel par Hubert Delobette.